# Doina (Musik)
Doină (Etymologie unsicher: vermutlich vom serbo-kroatischen daljina/даљѝна für „Distanz“ oder mit einem älteren indogermanischen Ursprung mit Verbindung zum lettischen/litauischen daina für „Lied“) ist eine lyrische, vokale oder instrumentale Liedform, die in der rumänischen Volksmusik, Lăutari- sowie Klezmer-Musik verwendet wird. Sie ist Bestandteil des Immateriellen Kulturerbes der Menschheit.
In verschiedenen Regionen Südosteuropas gehören ähnliche musikalische Formen zum Liedgut traditioneller Musik. Die Doină ähnelt der griechischen Hirtenliedform Skaros (σκάρος).

## Herkunft und Charakteristika

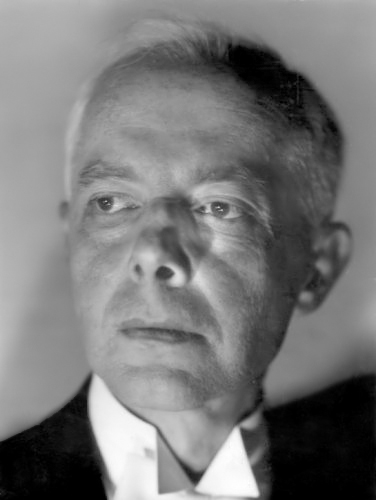
Béla Bartók

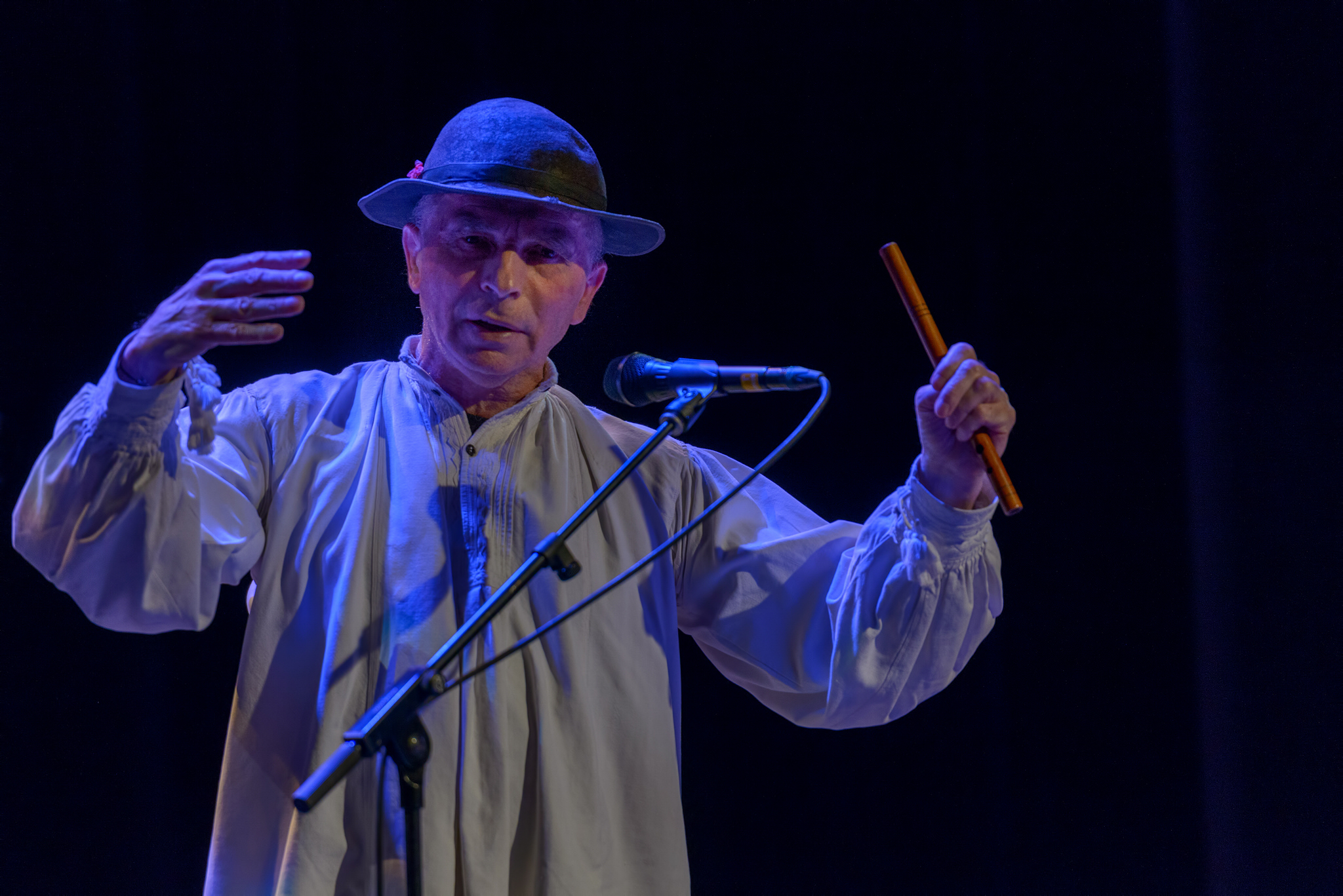
Grigore Leşe

Die Doină ist eine frei rhythmische, stark verzierte (meist melismatische), improvisierte Melodie. Die Improvisation erfolgt über ein mehr oder weniger festes Muster (meist ein absteigendes), indem die Noten in einer rubato-ähnlichen Weise gedehnt werden, je nach Stimmung und Fantasie des Interpreten. Normalerweise sind die verlängerten Noten die Quarte oder Quinte über dem Grundton.
Die bäuerlichen Doinas sind meist vokal und einstimmig und werden mit einigen vokalen Besonderheiten gesungen, die von Ort zu Ort variieren: Zwischenrufe (măi, hei, dui-dui, iuhu), glottale Gackertöne, erstickte Schluchzeffekte usw. Instrumentale Doinas werden auf einfachen Instrumenten gespielt, meist auf verschiedenen Arten von Flöten oder sogar auf rudimentären, wie einem Blatt. Die rumänische Doină ist eine nicht-zeremonielle Art von Lied und wird in der Regel in der Einsamkeit gesungen, mit einer wichtigen psychologischen Wirkung: um „die Seele zu erleichtern“ (rum. de stâmpărare). Grigore Leşe ist der Meinung, dass die Gelehrten zwar die technischen Aspekte der Doină sehr detailliert beschreiben, aber ihre psychologischen Aspekte nicht verstehen. Doinas haben einen lyrischen Aspekt und ihre gemeinsamen Themen sind Melancholie, Sehnsucht (rum. dor), erotische Gefühle, Liebe zur Natur, Klagen über die Bitterkeit des Lebens oder Bitten an Gott, den seelischen Schmerz zu lindern.
Im Gegensatz zu traditionellen rumänischen Doinas werden Lăutari- und Klezmer-Doinas in der Regel von komplexeren Instrumenten begleitet und gespielt (Geige, Panflöte, Zymbal, Akkordeon, Klarinette, Tarogato usw.). Außerdem werden Lăutari- und Klezmer-Doinas im Gegensatz zu volkstümlichen Doinas meist als Einleitung zu einer anderen Melodie, meist einem Tanz, gespielt.
In den Regionen Südrumäniens entwickelten Lăutari-Musiker eine Art Doină, die cântec de ascultare (was „Lied zum Zuhören“ bedeutet, manchmal verkürzt zu de ascultare oder einfach ascultare) genannt wird. Der Cântec de ascultare verbreitete sich in andere Regionen Rumäniens, mit lokalen Besonderheiten.
Eingang in die Musikliteratur fand die Dionă durch Karol von Mikuli. Er hielt sich in den Sommern zwischen 1859 und 1863 mehrfach im Hause des orthodoxen Priesters und Volksliedersammlers Iraclie Gołęmbiowski (Porumbescu) auf, um Volkslieder aus der Bukowina zu sammeln. Die Sammlung wurde 1863 als „48 Airs nationaux roumains“ in Form von 4 Büchern a 12 Stücken veröffentlicht. Die Nummern 1 und 2 im ersten Buch sind Dionă. Auch in seine eigenen Kompositionen hat die Dionă Eingang gefunden. So ist beispielsweise in seinem ca. 1866 veröffentlichten op 9 die No. 6 mit „dans le style d’une ‚Diona‘ moldave“ bezeichnet. Béla Bartók begegneten die Doină 1912 in Nordsiebenbürgen und glaubte, dass sie einzigartig rumänisch sei. Nachdem er ähnliche Gattungen in der Ukraine, Albanien, Algerien, dem Nahen Osten und Nordindien gefunden hatte, kam er zu der Überzeugung, dass diese zu einer Familie verwandter Gattungen arabo-persischen Ursprungs gehören. Er brachte die rumänische Doină insbesondere mit dem türkisch-arabischen Maqam-System in Verbindung. Bartóks Schlussfolgerungen wurden von einigen rumänischen Musikethnologen abgelehnt, die Bartók eine antirumänische Voreingenommenheit vorwarfen. Nichtsdestotrotz wurden die Ähnlichkeiten zwischen der rumänischen Doină und verschiedenen musikalischen Formen aus dem Nahen Osten sowohl von nicht-rumänischen als auch von rumänischen Wissenschaftlern nachträglich dokumentiert. Bis zur ersten Hälfte des 20. Jahrhunderts wurden sowohl Lăutari- als auch Klezmer-Musiker mit einem Taksim als Einleitung zu einer Melodie aufgenommen. Der Taksim wurde später durch die Doină ersetzt, die als ähnlich, aber nicht völlig identisch mit dem Taksim beschrieben wurde. Der rumänische Musikethnologe und Musiker Grigore Leşe bemerkte nach einem Auftritt mit einer Gruppe iranischer Musiker, dass die Doinas aus der Maramureş „große Affinitäten“ zur arabo-persischen Musik hätten.

## Doină-Formen
- Hora lungă – aus der Maramureş.
- Ca pe luncă – aus der Donau-Region.
- Oltului – aus der Olt-Region.
- De codru - codru bedeutet „Wald“.
- Haiduceşti (Cântece haiduceşti, Cântece de haiducie) – Heiducken-„Lied“ haiduc bedeutet „Gesetzloser“ oder „Plünderer“.
- Ca din tulnic– einzigartiger Typus, in dem die Melodie eines Alpenhorns, das tulnic heißt, imitiert wird
- Ciobanului – Hirten-Doina.
- De dragoste – volkstümliche Form, handelt in der Regel über Liebe; dragoste bedeutet „Liebe“
- De jale – weiche, schwermütige Doină; jale bedeutet „Kummer“
- De leagăn – ein Wiegenlied; leagăn bedeutet „Wiege“.
- De pahar – Trinklied; pahar bedeutet „Trinkglas“.
- Foaie verde – klassische Form; bedeutet wörtlich „grünes Blatt“
- Klezmer – gespielt von jüdischen Musikern aus Bessarabien und Moldawien

## Rezeption

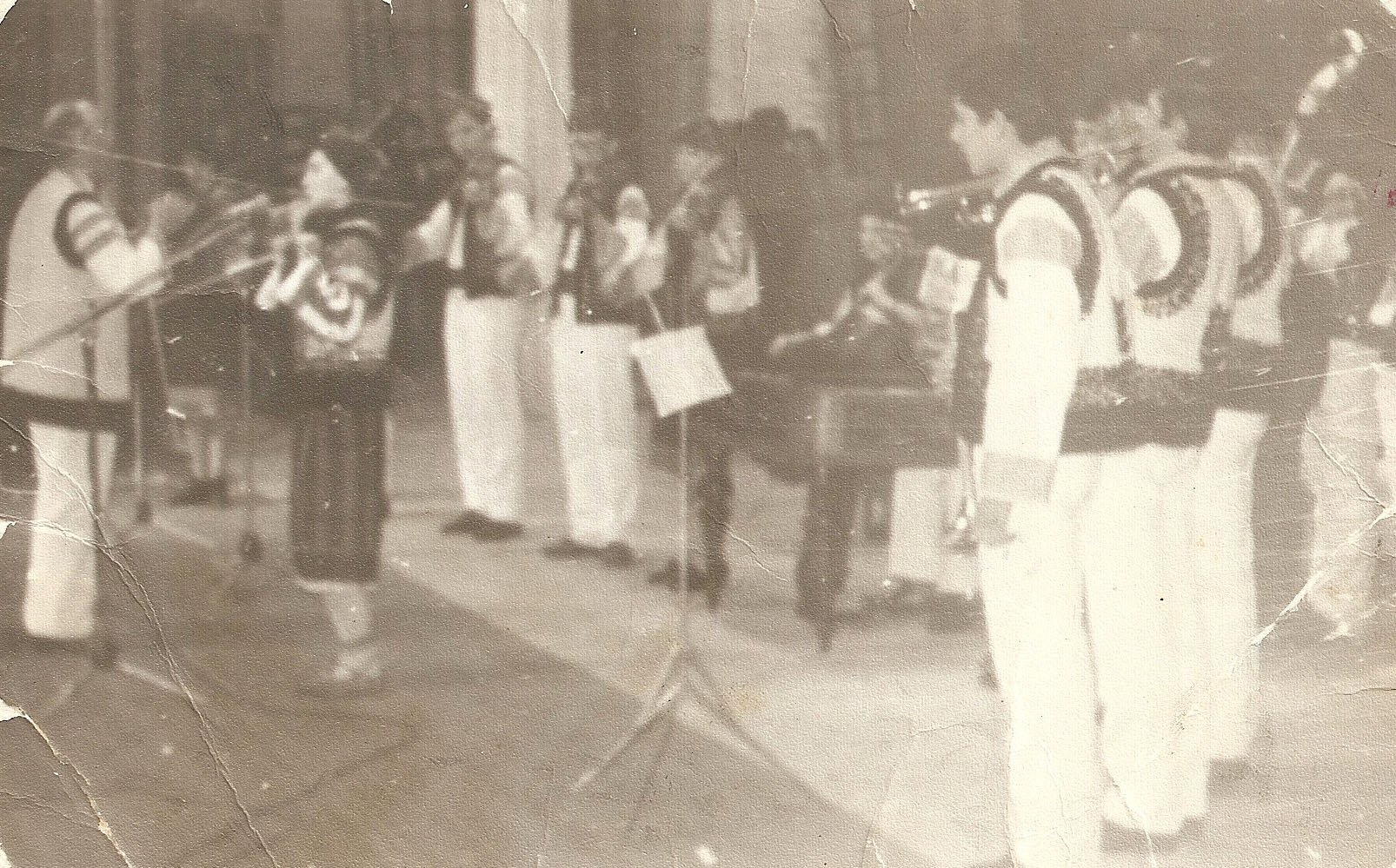
Lăutării-Musiker

Während zu Beginn des 20. Jahrhunderts die Doină der häufigste Typus des volkstümlichen Liedes war (in manchen Gegenden der einzige Typus), ist sie heute fast vollständig aus dem volkstümlichen rumänischen Liedgut verschwunden. Dieser Prozess wurde während der kommunistischen Ära Rumäniens durch das Aufkommen der neuen, so genannten „populären Musik“ akzentuiert, die einen neuen Aufführungsstil mit sich brachte, der die volkstümlichen Musikstile verwässerte.
Die Doină ist jedoch immer noch im Repertoire der Lăutari-Musiker aus den Regionen Ardeal und Banat verbreitet.
Nach dem Ende des Zweiten Weltkrieges interpretierte die rumänische Sängerin Maria Tănase rumänisches Volksliedgut neu und nahm u. a. Doinas auf. Tănase verkörpert in Rumänien bis heute die ideale Doină-Sängerin.
1976 erreichte Gheorge Zamfir populären Erfolg in der englischsprachigen Welt, als die BBC-Fernsehsendung The Light of Experience seine Aufnahme von „Doină De Jale“ als Thema übernahm. Die populäre Nachfrage zwang Epic Records, das Lied als Single zu veröffentlichen, und es kletterte bis auf Platz vier der britischen Charts.
Im Jahr 2009 wurde die Doină in die UNESCO-Liste des immateriellen Kulturerbes der Menschheit aufgenommen.

## Beispiel für eineDoină de Dragoste
Cântec vechi
| A, i, foaie verde mărgărită, hâu, Îmi veni semn de iubit, I, la ce vreme m-ai găsit Când am porumb de prășit, măi!?! Măi, că fân încă de cosit, Păi orzul stă pe câmp vărsat, Eu plecai la mândra-n sat, La gură de sărutat, măi. A, i, foaie verde, foi ca bobul, Maică, cine hăulește-n codru? I, se certă cucul cu corbu' Care să rămână-n codru. Maică, dar tot cucu o să rămâie, Păi cucu' are pene verzii, îi Intră-n codru și nu-l vezi. Uuu, uuu, uuu… U, i-hu-huu | Ach, grünes Blatt von der Riemenblume, hâu, Es gibt eine Liebe, die jetzt nach mir ruft, Ey, was für ein unpassender Moment, Da ich den Mais jäten muss, hey?! Oh, denn es gibt noch viel Heu zu ernten, Die Gerste liegt geerntet auf dem Feld, Ich ging zu meinem Schatz ins Dorf, Zu einem Mund, der geküsst werden muss, hey. Ach, grünes Blatt, vom Bohnenstrauch, Mutter, wer ruft tief in den Wald? Ey, der Kuckuck kämpft mit dem Raben Um zu sehen, wer im Wald bleiben darf. Mutter, es ist der Kuckuck, der dort bleiben darf, Denn der Kuckuck hat grünliche Federn, ey, Er betritt den Wald und man kann ihn nicht mehr sehen. Uuu, uuu, uuu… U, i-hu-huu |
| --- | --- |

Aus Oltenien